# Nakatsukasa
Nakatsukasa (中務; 912 – 991) è stata una poeta giapponese waka del medio periodo Heian.
È una delle sole cinque donne scelte tra i Trentasei immortali della poesia e tra le Nyōbō Sanjūrokkasen. Ha sposato un altro dei sanjūrokkasen, Minamoto no Saneakira.
Nakatsukasa era la nipote dell'imperatore Uda e la figlia della poetessa Ise. Il nome deriva dal fatto che il padre, il principe imperiale Atsuyoshi (敦慶親王 Atsuyoshi-shinnō), figlio dell'imperatore Uda , era Nakatsukasa-kyo (ministro del ministero degli affari centrali), fu quindi soprannominata Nakatsukasa.
Le poesie composte da Nakatsukasa possono essere viste in raccolte di poesie come Gosen Wakashū, Saneakirashū (collezione personale di Minamoto no Saneakira), Motosukeshū (collezione personale di Kiyohara no Motosuke) e Minamoto no Shitagō-shū (collezione personale di Minamoto no Shitagō). Esiste una collezione personale Nakatsukasashū.
Aveva rapporti con molti rampolli della nobiltà, ed era particolarmente intima con Minamoto no Saneaki. I suoi altri amanti erano il principe imperiale Motoyoshi, il principe imperiale Tsuneakira, Kanpaku (consigliere capo dell'imperatore) Fujiwara no Saneyori, Fujiwara no Morouji e Fujiwara no Morotada.